# Timmel

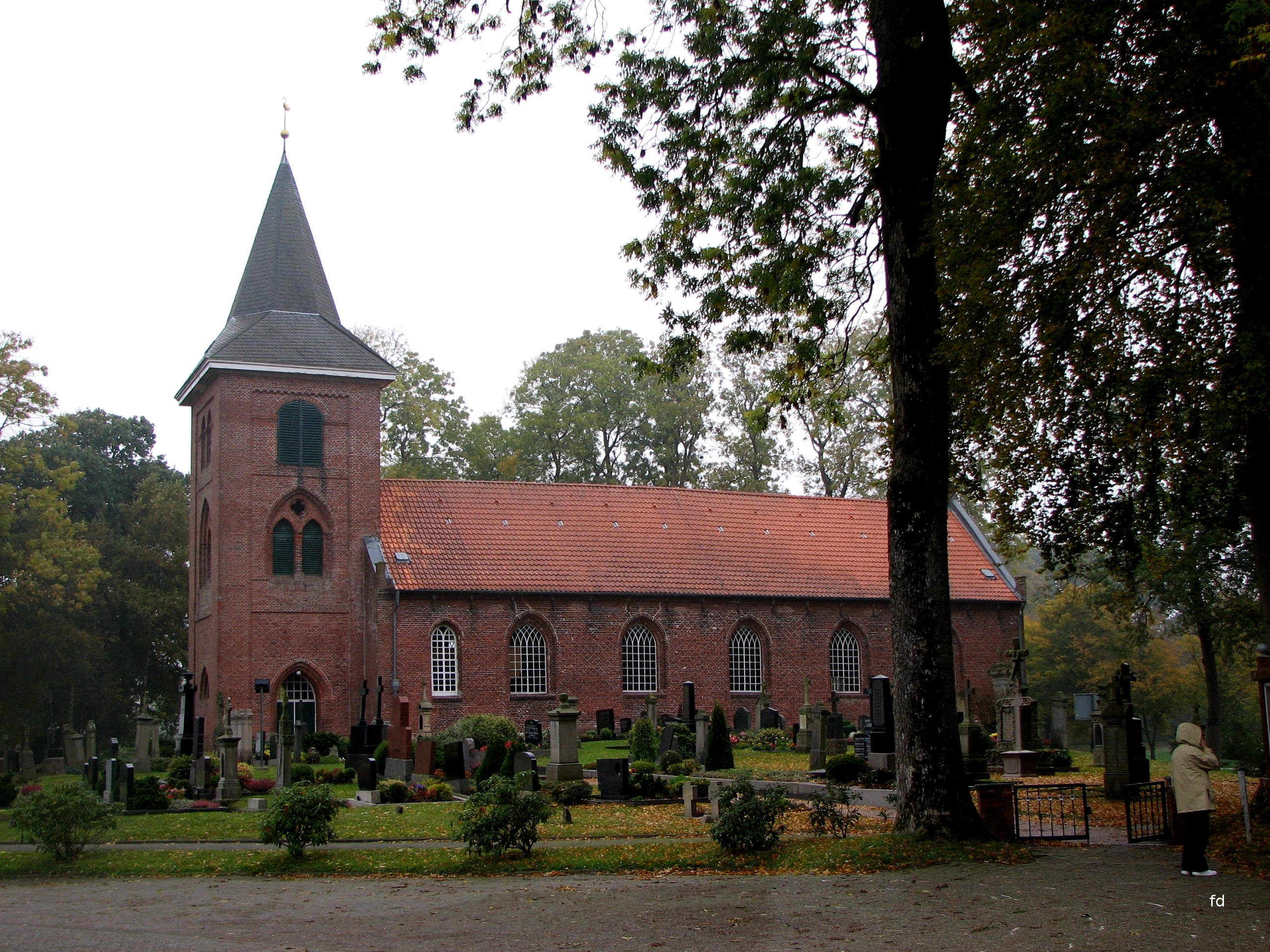
Kirche in Timmel

Timmel ist ein Ortsteil der Gemeinde Großefehn im Landkreis Aurich in Ostfriesland und liegt auf einer Geestinsel inmitten weiter Niederungsgebiete und Hochmoore. Bis ins 19. Jahrhundert war der Ort insbesondere im Winter weitgehend von seiner Umgebung abgeschnitten.

## Geschichte
Archäologische Ausgrabungen der Ostfriesischen Landschaft förderten im Ostteil Timmels Überreste von sieben Häusern und weitere Funde zu Tage, die die Ursprünge Timmels um das Jahr 700 datieren. Das größte Wohnstallhaus hatte einen Grundriss von 14 m Länge und 5 m Breite. Die frühmittelalterlichen Häuser lassen sich als gut 5 m breite einschiffige Wandpfostenhäuser beschreiben. Es wurde der Nachweis einer Siedlung erbracht, die bis um das Jahr 900 bestanden hatte. Danach wurde die Siedlung an anderer Stelle im Ortsbereich verlagert.
Der Ort wurde zum ersten Mal am Ende des 9./10. Jahrhunderts in den Klosterakten von Werden als „Timberlae“ (= Holz/Baum) erwähnt.

### Klostervorwerk
Um 1200 richtete das Kloster Klaarkamp aus Westfriesland in Timmel ein Klostervorwerk ein, einen landwirtschaftlichen „Außenposten“, in dem Laienbrüder für ihre eigene sowie für die Versorgung des Hauptklosters wirtschafteten. In einer Abgabenliste des Bistums Münster wurde es als Monachi in Tibello ordinare Cistercienses genannt. Im Jahr 1468 wurde das Klostervorwerk dem im Jahr 1228 gestifteten Klosters Ihlow unterstellt. Um 1510 kam es unter die Verwaltung des Benediktiner Nonnenklosters Thedinga. Nach 1530 kam es im Zuge der Reformation in den Besitz des Landesfürsten, der es zunächst an das Kloster Thedinga verpachtete. Im Jahr 1619 wurde das Klostervorwerk an den ersten Zeitpächter Ulfert Heyen verpachtet. Zwischen 1622 und 1624, im Dreißigjährigen Krieg, wird der Ort und das Vorwerk durch Landsknechte des Grafen Mansfeld schwer verwüstet. 1630 wurden vier halbe Heerde, jeweils um 20 Hektar groß, vom Vorwerk abgetrennt und an eine weitere Zahl von Landwirten verpachtet. So wuchs der Ort Timmel beständig. Um 1830 wurde das Klostervorwerk an die Familie Buß verkauft. Im 20. Jahrhundert waren die Gräben und Wallanlagen noch sichtbar.

### Häuptlingszeit
Im Jahr 1439 wurde Timmel zusammen mit anderen Dörfern des Moormerlandes, zu dem Timmel zu dieser Zeit gehörte, von den Hamburgern an die Häuptlingsbrüder Ulrich und Edzard Cirksena übertragen. In dieser Urkunde wurde Timmel als Folkerdeborgh genannt. Folkert Eckena oder Eggena war zu dieser Zeit Häuptling zu Timmel. Um 1454 verpfändete der Häuptling Hippeko zu Strackholt seine Ländereien in Timmel an die Cirksenas. 1458 schwor der Häuptling Broder Galtisna zu Hatshausen, dem Hamburger Ratsherren und Amtmann zu Emden, Herrn Wigershop Urfehde. Dafür, dass Galtisna den Frieden hält und keine Blockhäuser und Festungen, weder in Hatshausen noch in Friesland erbauen wird, verbürgt sich Memmo Eggena aus Timmel. Nach dem Tode Folckart Eckena im Jahr 1460 spricht Graf Ulrich Cirksena die Hinterlassenschaften des Häuptlings dem Pfarrer Wiltet zu Westerhusen zu.

### Sächsische Fehde
Graf Edzard I. sammelte während der Sächsischen Fehde Truppen in Timmel. Im September 1517 gelang ihm mit Hilfe dieser Truppen die Rückeroberung der Burg Friedeburg, die seit 1514 von sächsischen Truppen besetzt war.

### Das Dorf
Auch von Sturmfluten blieb Timmel nicht verschont. Die Weihnachtsflut von 1717 überschwemmte die Ländereien, das Land versalzte und wurde zeitweise für den Ackerbau unbrauchbar.
Im Jahr 1805 wurden die Meente Weyden, auch Gemeinweiden genannt, zwischen den Interessenten des Dorfes aufgeteilt. Zu dieser Zeit besaß Timmel sechs Volle Heerde, sechs Halbe Heerde, einen 3/4 Heerd, einen 1/4 Heerd, drei Platze, vier Halbe Platze, dreizehn Warften und sechs Halbe Warften.

### Mühlen
Im Jahr 1716 erteilte der vorletzte Regent aus dem Hause Cirksena, Fürst Georg Albrecht, dem Müller Harms Peters die Erlaubnis, im äußersten Südwestteil des Dorfes auf eigene Kosten eine Windmühle zum Getreidemahlen zu errichten. Hierfür hatte er ein Windgeld in Höhe von 25 Reichstalern zu zahlen.
1774 wurde eine Wasserschöpfmühle am Timmeler Verlaat errichtet, um den Wasserstand im Spetzerfehnkanal zu regeln.

### Fehngründungen bei Timmel
Mitten im Dreißigjährigen Krieg begann man mit der Kultivierung der Hochmoore und der Gründung von Fehnsiedlungen in unmittelbarer Umgebung von Timmel. Diese wurden insbesondere im 19. Jahrhundert vorangetrieben.
- 1633 Gründung des Timmeler Fehn, später Großefehn genannt
- 1637 Gründung von Lübbertsfehn
- 1647 Gründung des Boekzetelerfehn
- 1660 Gründung des Neuen Timmeler Fehn, später Neuefehn genannt
- 1746 Gründung von Spetzerfehn
- 1754 Gründung von Jheringsfehn[6]

Mit den Fehngründungen nahm die Binnen- und die Küstenschifffahrt zu. Aufgrund mangelnder navigatorischer Kenntnisse der Schiffskapitäne kam es zu einer Vielzahl von Schiffsunglücken, insbesondere auf der Nordsee. Schiffskapitäne mussten daher eine entsprechende Ausbildung an Navigationsschulen nachweisen. Nach Gründung von Navigationsschulen in Emden und in Papenburg erfolgte im Jahr 1846 die Gründung der Navigationsschule Timmel.
Um 1780 wurde Timmel auch Reedereistandort. Im 19. Jahrhundert waren 25 Seeschiffe in Timmel beheimatet. Einige von ihnen segelten bis nach Nord- und Südamerika, überwiegend wurden jedoch Fahrten auf der Ostsee, der Nordsee von Norwegen über England nach Portugal bis ins Mittelmeer durchgeführt. Von 16 Timmeler Kapitänen blieben neun Kapitäne mit ihren Schiffen und Mannschaften verschollen.

### Französisches Kaiserreich
1811 wurde Ostfriesland dem Französischen Kaiserreich als Département Ems-Oriental eingegliedert. Timmel wurde Verwaltungsort des gleichnamigen Canton Timmel. Erstmals mussten Ostfriesen in der Armee eines fremden Herrschers dienen. In Aurich kam es bei der Rekrutierung zu Tumulten. Die Rädelsführer kamen aus dem Canton Timmel und sollten verhaftet werden. An der Tatje Brücke kam es zu einem Gefecht zwischen dem Militär und den aufständischen Schiffern. Infolge des Aufstandes wurden auf obersten Befehl Napoleon Bonapartes des Nachts Truppen auf die Fehne geschickt, um alle Schiffer gefangen zu nehmen. Einer der Rädelsführer wurde zum Tod verurteilt, weitere wurden zur Kettenhaft verurteilt. Es wurden über 300 Schiffer gefangen genommen und nach Lille und Toulon zum Militärdienst gepresst. Damit kamen die Torfgräberei und die Schifffahrt auf den Fehnen zum Erliegen.

### Königreich Hannover
In der Zeit der Zugehörigkeit zum Königreich Hannover (1815–1866) war Timmel der Sitz von Amtsvögten. Von 1852 bis 1859 war Timmel der Hauptort des gleichnamigen Amtes.

### 20. Jahrhundert
Am 1. Juli 1972 wurde Timmel in die neue Gemeinde Großefehn eingegliedert.

## Sehenswürdigkeiten

### Historische Gebäude

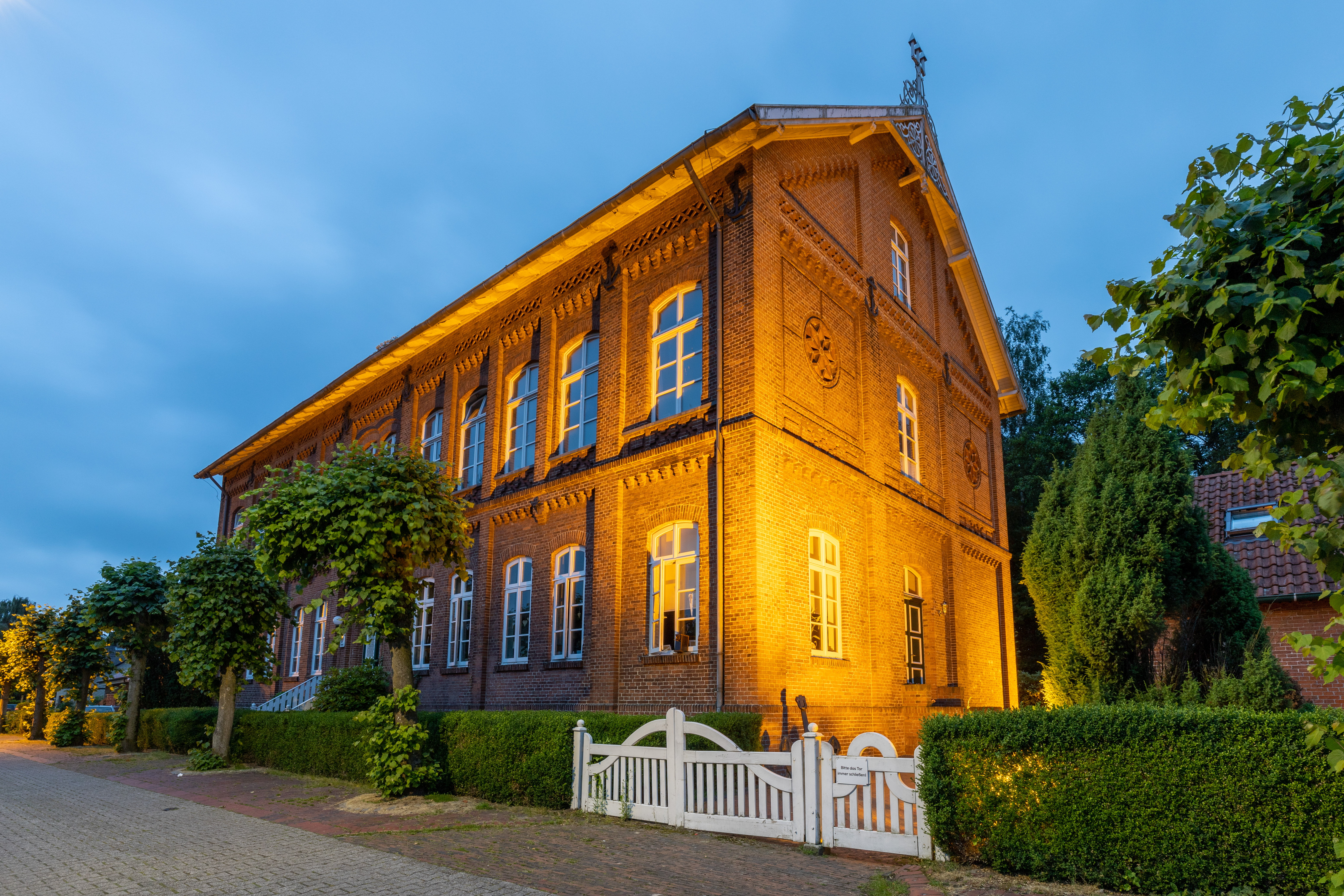
Die ehemalige Navigationsschule

Am Ortsrand von Timmel liegt die evangelisch-lutherische Petrus-und-Paulus-Kirche von 1736, die als dritter Kirchenbau einer Holzkirche aus dem 12. und einer mittelalterlichen Backsteinkirche aus dem 13. Jahrhundert nachfolgt. Der Glockenturm wurde 1850 angefügt. Überregional bekannt wurde Timmel durch die 1846 gegründete Seefahrtsschule mit dem Namen Königliche Navigationsschule Timmel. Bis 1918 konnten hier Seefahrtschüler nautische Kenntnisse sowohl für die Fehnschifffahrt, als auch Patente für größere Fahrten erwerben. Das heutige Gebäude wurde 1862 errichtet. Neben der Kirche und der ehemalige Seefahrtsschule befinden sich im Ort sieben Gulfhäuser unter Denkmalschutz sowie weitere historische Gebäude, die für das Ortsbild prägend sind.
Das sind im Einzelnen die Alte Küsterei (1857), die Alte Schule (1891), das Alte Vogthaus (1794), das Geburtshaus der Heimatdichterin Antonie Wübbens (1842), das Geburtshaus des Philosophen Wilhelm Schapp (um 1850), die Löwenapotheke (1885), die Gulfhäuser Mesch (1802), der Kastanjehoff (1883), das Lüttje Hus (1910) und andere.

### Historischer Rundweg Timmel
Alle Gebäude können über den sogenannten Historischen Rundweg Timmel von außen besichtigt werden. Der Lehrpfad durch den historischen Ortskern soll Touristen und Einheimischen die lokale Baugeschichte, das Leben und Wirtschaften der Hausbewohner des ostfriesischen Dorfes Timmel vermitteln und zugleich einen über das lokale Erbe hinausführenden Einblick in die historische Baukultur Norddeutschlands vermitteln. Die Route kann sowohl individuell als auch im Rahmen einer geleiten Führung begangen werden. Begleitend wurde vom Verkehrs- und Heimatverein Großefehn eine Karte nebst Kurzbeschreibung herausgegeben, in dem der Verlauf mit den einzelnen Stationen erklärt wird.
Der Rundweg entstand 2007 anlässlich des 175-jährigen Apothekenjubiläums der Timmeler Löwen-Apotheke. Als geführter Spaziergang durch das historische Timmel wurde eine Auswahl der historischen Gebäude des Ortes vorgestellt. Die erfolgreiche Führung war Anlass für die Bildung des ehrenamtlichen Arbeitskreises Historischer Rundweg Timmel im Verkehrs- und Heimatverein Großefehn. Dieser erarbeitete eine erweiterte Route, auf dem nun insgesamt 26 historische Gebäude vorgestellt werden, die das Erscheinungsbild des Ortes mit seinen rund 900 Einwohnern prägen. Am 11. Mai 2008 wurde der Rundweg eröffnet.

### Holzskulpturen zur Geschichte Timmels
Anlässlich der 1111-Jahr-Feier im Jahr 2011 wurden durch den Auricher Künstler Heinrich Klemme-Zimmermann sechs Holzskulpturen geschaffen, die für die Entwicklung Timmels stehen. Der Künstler verwendete 400 Jahre altes Eichenholz aus einem Timmeler Gulfhaus. Ein Eichenstamm steht für die einst bewaldete Umgebung Timmels; ein Mönch steht als Symbol für das ehemalige Kloster; eine Kuh als Symbol für die Landwirtschaft; ein Anker für die Seefahrt und die Navigationsschule; eine Napoleonische Kopfbedeckung, die von einer Mistgabel aufgespießt wird steht für den Schifferaufstand während der napoleonischen Besatzungszeit; ein Sonnenhut und ein Fotoapparat symbolisieren den Tourismus. Der Künstler ließ sich dabei von einem von Hartmut Schoon verfassten Gedicht inspirieren. Die Skulpturen wurden auf dem Grundstück der Tourist-Information aufgestellt.

### Gewässer
Südwestlich des Ortes liegt inmitten einer Wiesenlandschaft das 25 Hektar große Timmeler Meer, ein großer Binnensee, der mit dem weiter südlich gelegenen Boekzeteler Meer in Verbindung steht, das allerdings bereits auf dem Gebiet der Gemeinde Moormerland im Landkreis Leer liegt. Das 14 Hektar große Boekzeteler Meer ist ein flacher Niederungsmoorsee und liegt in einer Schmelzwasserrinne, in der auch das Fehntjer Tief verläuft. Das Boekzeteler Meer und das ihn umgebende Gebiet ist als Naturschutzgebiet ausgewiesen. Nordöstlich des Ortes befindet sich das fast kreisrunde Frauenmeer.

## Politik

### Ortsrat
Der Ortsrat, der die Ortsteile Timmel und Westgroßefehn gemeinsam vertritt, setzt sich aus sieben Mitgliedern zusammen. Die Ratsmitglieder werden durch eine Kommunalwahl für jeweils fünf Jahre gewählt. Die aktuelle Amtszeit begann am 1. November 2021 und endet am 31. Oktober 2026.
Bei der Kommunalwahl 2021 ergab sich folgende Sitzverteilung:
| Ortsrat 2021Insgesamt 7 Sitze - WTW: 5 - FDP: 1 - CDU: 1 |

### Bürgermeister in Timmel
Bürgermeister, im heutigen Sinne, gab es in der Gemeinde Timmel seit dem Beginn der Franzosenzeit von 1807 an bis zur niedersächsischen Gemeindereform im Jahre 1972.
| Bürgermeister             | Amtszeit  |
| ------------------------- | --------- |
| Johann Seben Onneken      | 1810–1812 |
| Egge Weers                | 1813–1835 |
| Berend Soeken             | 1835–1862 |
| Hermann Heinrich Cassens  | 1862–1880 |
| Reinder Rinderts Saathoff | 1880–1886 |
| Soeke Soeken              | 1886–1899 |
| Hayo Schapp               | 1899–1914 |
| Egge Mansholt             | 1914–1920 |
| Ike Müller                | 1920–1922 |
| Heyo Bohlen               | 1922–1940 |
| Hermann Blank             | 1940–1948 |
| Hermann Onnen             | 1948–1954 |
| Hinrich Andreeßen         | 1954–1968 |
| Erich Cassens             | 1968–1972 |

Seit 1972 ist Timmel ein Ortsteil der Gemeinde Großefehn.

### Ortsbürgermeister in Timmel
Seit 1972 gibt es in Timmel einen Ortsbürgermeister. In der Zeit von 1976 bis 1981 wurden in der Gemeinde Großefehn keine Ortsbürgermeister gewählt.
| Ortsbürgermeister  | Amtszeit   |
| ------------------ | ---------- |
| Erich Cassens      | 1972–1976  |
| Erich Cassens      | 1981–1986  |
| Siegfried Lüderitz | 1986–2001  |
| Dieter Rogge       | 2001–2006  |
| Wilhelm Buschmann  | 2006–2021  |
| Silke Bergmann     | 2021-heute |

## Vereine und Chöre
In Timmel gibt es ein reges Vereinsleben.
- Dorfverein „Uns Timmel e. V.“
- Sportverein SuS Timmel e. V.
- Fahr- und Reitverein Timmel
- Bootssportverein Boekzeteler Meer (BSB) Timmel
- Paddelfreunde Timmel
- Wandergruppe Großefehn mit Sitz in Timmel
- Landfrauen Timmel
- Landwirtschaftlicher Zweigverein Timmel-Ulbargen
- Kaninchenzuchtverein J16
- Shantychor der Königlichen Navigationsschule Timmel
- Vokalensemble Cantarella Timmel
- Wandergruppendanzers
- Wildtierrettung Timmel, West- & Mittegroßefehn e. V.
- Timmeler Dörptheater

## Fördervereine
Weiterhin sind zwei Fördervereine aktiv:
- Förderverein Alte Dorfschule
- Förderverein der Königlichen Navigationsschule Timmel

## Persönlichkeiten
Söhne und Töchter
- Ufke Cremer (* 30. September 1887 in Timmel; † 16. Oktober 1958 in Norden), Gymnasiallehrer und Historiker
- Carl Ewald Kruse (3. August 1831 in Timmel; † 29. August 1891 in Emden), Navigationslehrer und Weltumsegler
- Wilhelm Schapp (* 15. Oktober 1884 in Timmel; † 22. März 1965 in Aurich), Philosoph und Jurist
- Toni Wübbens, geborene Töpfer (* 12. Mai 1850 in Timmel; † 15. Dezember 1910 Hannover), Schriftstellerin

Persönlichkeiten
- Johann August Kruse, auch John Kruse genannt (* 7. Juli 1822 in Aurich; † 19. Oktober 1895 in Melbourne, Australien), Apotheker, Chemiker und Fachhochschuldirektor, in Timmel aufgewachsen